# مسابقه آواز یوروویژن ۱۹۶۲
مسابقه آواز یوروویژن ۱۹۶۲ ۷مین دوره از مسابقات آواز یوروویژن بود که در Villa Louvigny، لوکزامبورگ، لوکزامبورگ برگزار شد. برنده آن کشور فرانسه بود.